# Entre les Bras
Pour plus de détails, voir Fiche technique et Distribution.
Entre les Bras  est un documentaire français réalisé par Paul Lacoste, sorti en 2012.

## Synopsis
Documentaire sur le restaurant de Michel Bras et de son fils Sébastien.

## Fiche technique
- Titre : Entre les Bras
- Réalisation : Paul Lacoste
- Musique : Karol Beffa
- Montage : Anthony Brinig
- Photographie : Yvan Quéhec
- Son : François Labaye
- Production : Didier Creste
- Société de production : Everybody On Deck
- Société de distribution : K-Films Amérique (Québec)
- Pays d'origine :  France
- Langue originale : français
- Format : couleurs
- Genre : documentaire
- Durée : 86 minutes
- Date de sortie :
  - France : 14 mars 2012
  - Québec : 21 décembre 2012

## Distribution
- Michel Bras	: lui-même
- Sébastien Bras : lui-même